# Costura (barco)

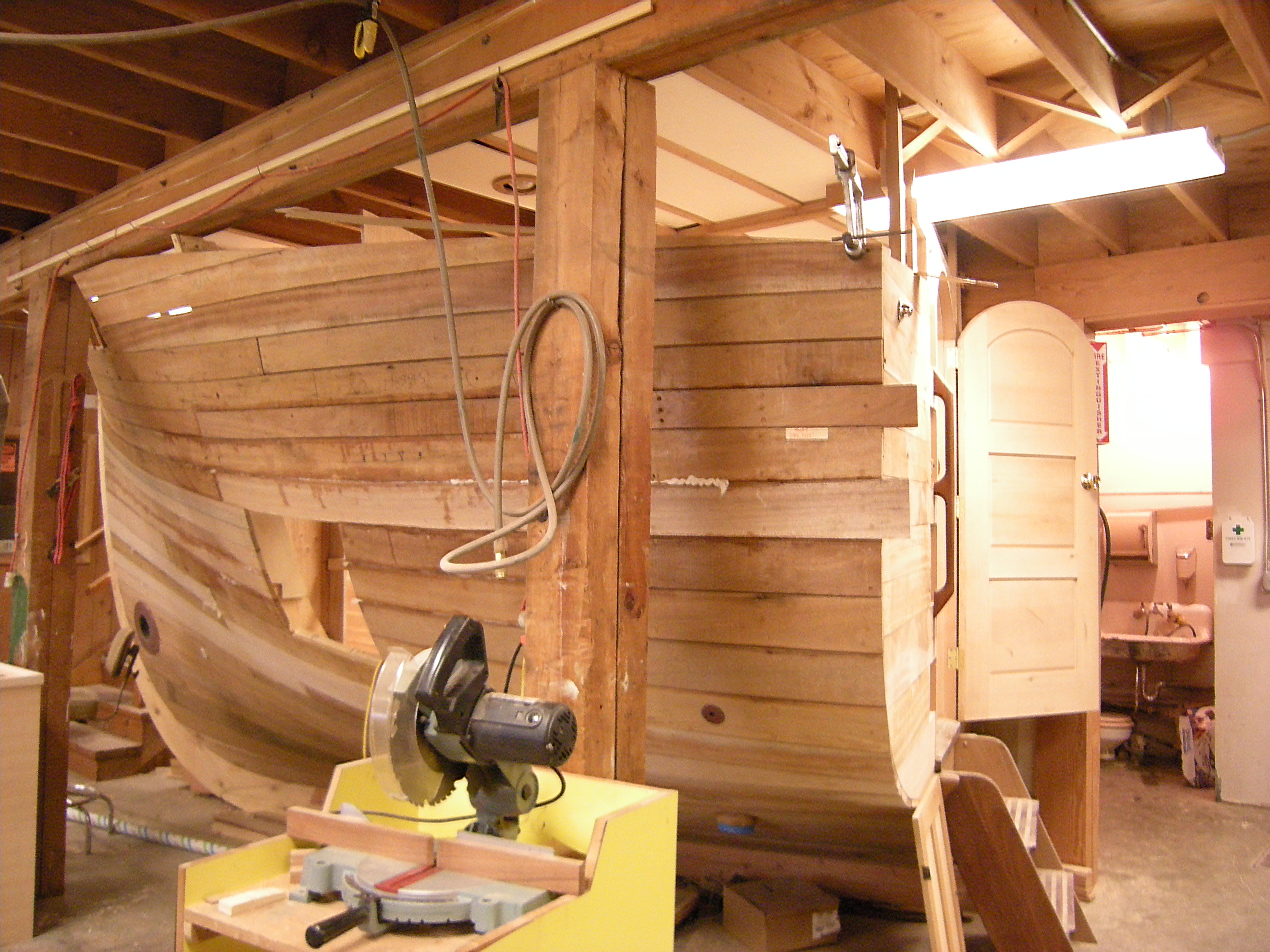
Costuras de un barco en construcción

En un barco, se llama costura a la junta de dos tablones o tablas de forro y cubiertas por sus cantos o la rendija que media entre ellos, la cual se rellena de estopa bien apretada y se cubre con brea. Muchos la llaman juntura, y antiguamente se llamaba comento

## Expresiones relacionadas
- Costura lavada: la que al fin y por causa de un largo viaje ha perdido mucho de la brea o alquitrán que la cubre.
- Costura larga, doble o a la española: el ayuste que resulta de igual grueso que los cabos que se imen.
- Costura corta, sencilla, llana o flamenca: la unión de dos cabos ayustados que resulta de mayor grueso que ellos. También la llaman costura de ojo o de gaza. Aun hay además otra costura que llaman de ojo y consiste en una ligadura que de trecho en trecho se da a dos cabos, dejando claro intermedio.
- Costura llana: la que se hace en las velas fuera del telar, quedando el hilo cabalgado sobre las orillas de la tela.
- Rebatir las costuras. Dar el último repaso a la calafatería.
- Abrir una costura: levantar la brea que la cubre y sacar las estopas que la rellenan, dejando limpio y desembarazado el hueco; o bien abrir este de nuevo para volver a hacerla. De esta operación es una parte principal el descalcar y por consiguiente, hay relación entre uno y otro verbo en este caso. *Afretar las costuras: introducir más estopa en ellas a fuerza de mazo, dejándolas bien calafateadas.
- Recorrer las costuras: registrar y componer las costuras
- Estopear una costura. Meter estopas en las costuras para calafatearlas
- Tomar una costura: calafatearla de nuevo.